# PBAir

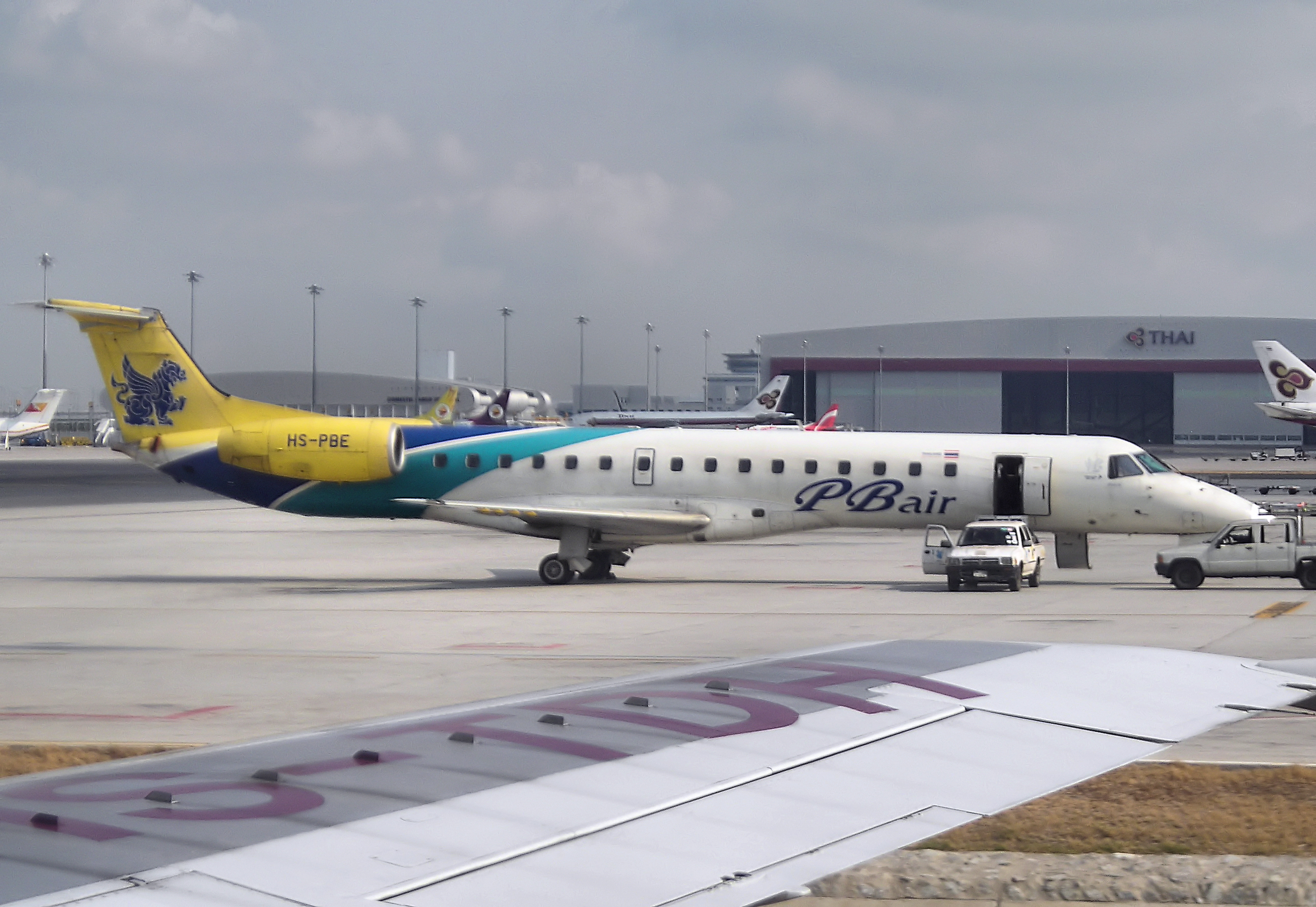
Un Embraer 145 de BPAir à l'aéroport international de Bangkok (2007)

PBAir (code AITA : 9Q ; code OACI : PBA) est une ancienne compagnie aérienne basée à Bangkok, en Thaïlande. Créée en 1990, elle a disparu en 2009.

## Histoire
Elle a été fondée en 1990 par le patron de Boon Rawd Brewery (productrice de la bière Singha) pour transporter son personnel. En 1995, elle a obtenu une licence pour opérer des vols charters, qui ont débuté en 1997, et en 1999 elle a lancé des vols réguliers, en association avec Thai Airways International et Air Andaman (en). Mais en novembre 2009 elle a suspendu tous ses vols, et annoncé sa cessation d'activité en décembre, en raison de trop fortes pertes.